# Hai Duong (provins)
Hai Duong (på vietnamesiska Hải Dương) är en provins i norra Vietnam. Provinshuvudstaden är Hai Duong. Provinsen består av ett stadsdistrikt, Hai Duong, och elva landsbygdsdistrikt: Binh Giang, Cam Giang, Chi Linh, Gia Loc, Kim Thanh, Kinh Mon, Nam Sach, Ninh Giang, Thanh Ha, Thanh Mien samt Tu Ky.

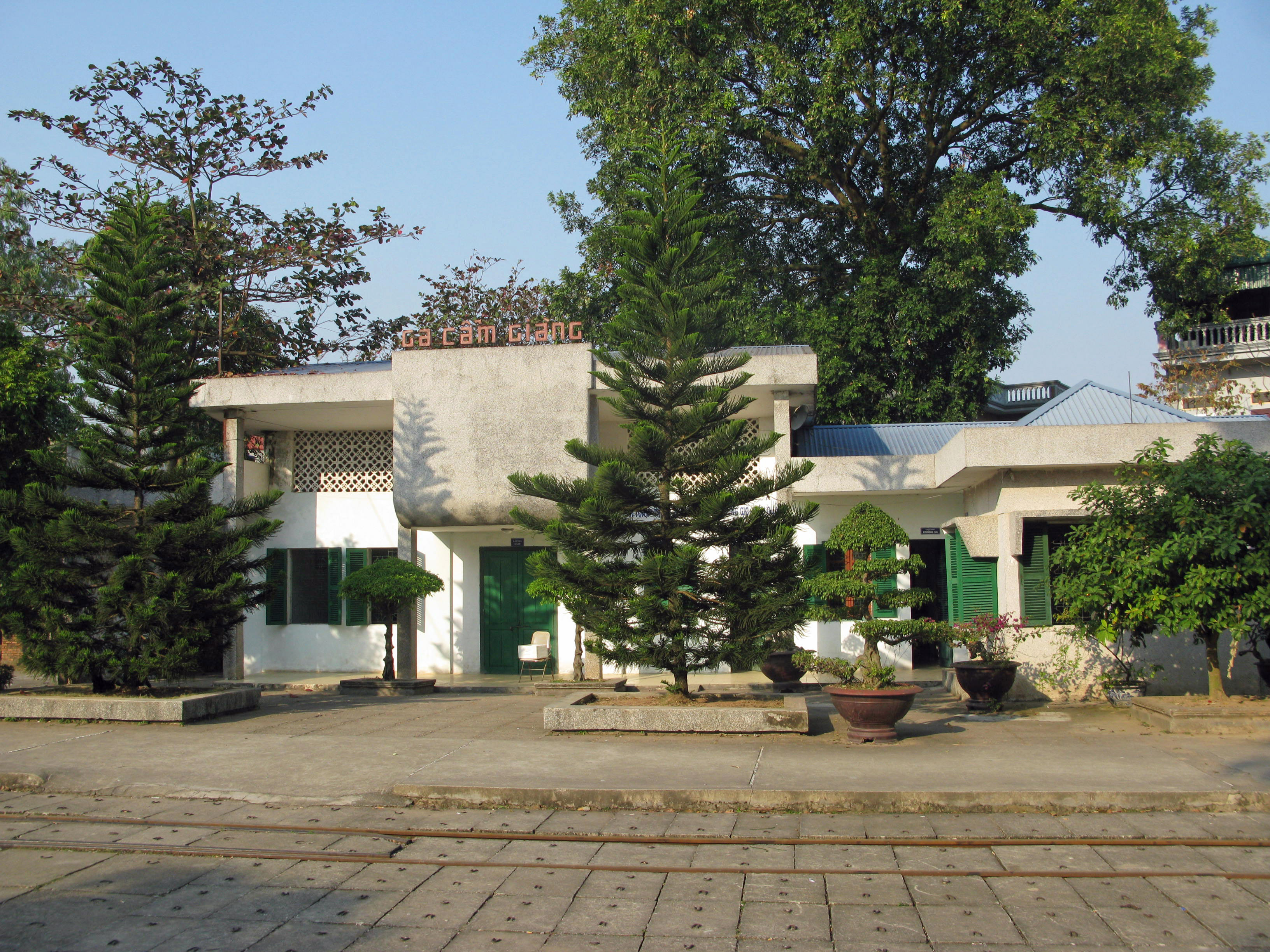
Järnvägsstationen i Cam Giang.